# Vought F-8 Crusader
F-8 Crusader (Thập Tự Quân), tên hiệu ban đầu là F8U, là máy bay tiêm kích 1 động cơ của Hoa Kỳ trang bị cho tàu sân bay được chế tạo bởi hãng Chance-Vought ở Dallas, Texas. Nó được sử dụng thay cho chiếc Vought F-7 Cutlass. Nguyên mẫu F-8 được hoàn thành vào tháng 2 năm 1955, và là chiếc máy bay tiêm kích Mỹ cuối cùng được trang bị pháo như là vũ khí căn bản. Phiên bản trinh sát hình ảnh RF-8 Crusader được phát triển và phục vụ lâu hơn trong quân đội Hoa Kỳ. RF-8 có vai trò chủ yếu trong Sự kiện tên lửa Cuba, cung cấp những không ảnh tầm thấp cần thiết không thể có được bằng những phương tiện khác. Những đơn vị Hải quân dự bị tiếp tục sử dụng RF-8 cho đến năm 1987.

## Thiết kế và phát triển
Tháng 9 năm 1952, Hải quân Hoa Kỳ công bố yêu cầu cho một chiếc máy bay tiêm kích mới. Nó phải đạt tốc độ tối đa 1,2 Mach ở độ cao 9.150 m (30.000 ft), tốc độ lên cao 127 m/s (25.000 ft/min), và tốc độ hạ cánh không lớn hơn 160 km/h (100 mph). Kinh nghiệm Chiến tranh Triều Tiên cho thấy súng máy 12.7 mm (0.50 in) là không đủ và do đó chiếc máy bay mới sẽ mang pháo 20 mm (0.8 in). Để đáp ứng, nhóm thiết kế Vought do John Russell Clark lãnh đạo đã tạo ra chiếc V-383. Điểm khác thường đối với máy bay tiêm kích là nó có cánh gắn cao để chỉ cần bộ càng đáp ngắn và nhẹ.
Đổi mới trong thiết kế bên ngoài là cánh có góc tới thay đổi xoay được 7° khỏi thân khi cất và hạ cánh, cho phép gia tăng lực nâng vì có góc tấn công cao hơn mà không giảm tầm nhìn trước vì thân vẫn giữ nằm ngang. Cùng lúc, lực nâng được tăng cường bởi mép trước cánh hạ 25° và cánh tà duỗi ra 30°. Phần còn lại của máy bay được áp dụng các cải tiến khí động học hiện đại với thân máy bay thiết kế giảm sốc (area ruled), các cánh ổn định di động toàn bộ, mấu dạng "răng chó" trên cánh gấp để nâng cao tính ổn định ngang, và kim loại titan được dùng rộng rãi trong khung máy bay. Động lực được cung cấp bởi động cơ turbo phản lực Pratt & Whitney J57 có đốt sau và vũ khí, như yêu cầu của Hải quân, gồm 4 pháo 20 mm, 1 khay thu vào được mang 32 rocket Mighty Mouse FFAR không dẫn đường, và giá mang 2 tên lửa đối không AIM-9 Sidewinder. Hãng Vought cũng giới thiệu 1 phiên bản trinh sát chiến thuật đặt tên là V-382. F-8 Crusader là chiếc máy bay tiêm kích Hoa Kỳ cuối cùng trang bị pháo như là vũ khí căn bản.
Cạnh tranh chính đến từ Grumman với chiếc F-11 Tiger gắn động cơ General Electric J79, McDonnell với phiên bản nâng cấp F3H Demon 2 động cơ (sau này là F-4 Phantom II), và North American với chiếc F-100 Super Sabre cải biến để phục vụ trên tàu sân bay được đặt tên là Super Fury.

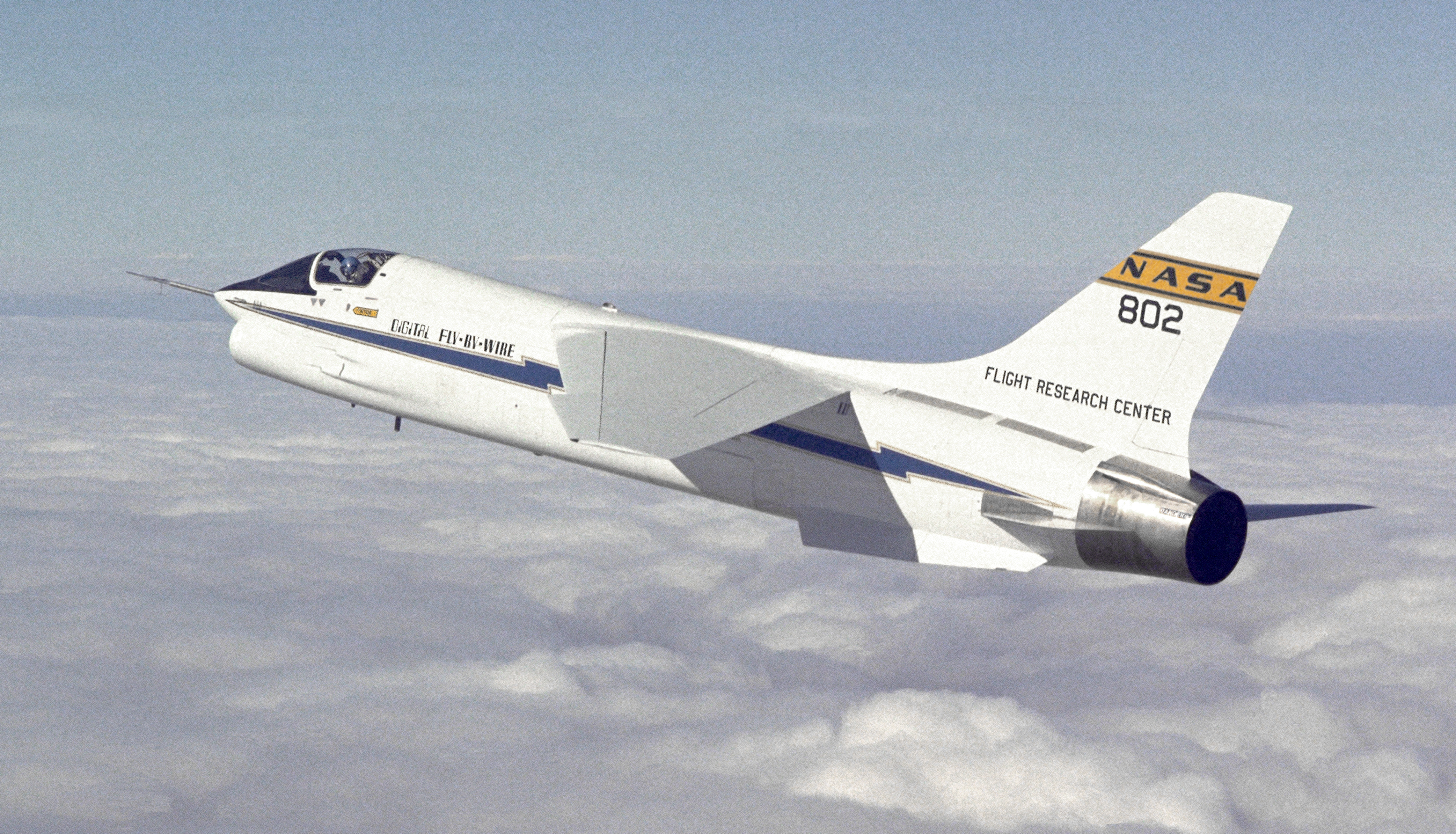
F-8C của NASA dùng làm nền tảng thử nghiệm kỹ thuật bay bằng dây dẫn.

Tháng 5 năm 1953, thiết kế của Vought được công bố thắng thầu, và đến tháng 5 Vought nhận được đơn đặt hàng 3 nguyên mẫu XF8U-1 (sau khi áp dụng hệ thống đặt tên thống nhất vào tháng 9 năm 1962, F8U trở thành F-8). Chiếc nguyên mẫu đầu tiên bay vào ngày 25 tháng 3 năm 1955 do John Konrad cầm lái. Máy bay vượt tốc độ âm thanh ngay trong chuyến bay mở màn. Việc phát triển diễn tiến suôn sẽ và chiếc nguyên mẫu thứ hai, cùng với chiếc sản xuất thật F8U-1, bay lần đầu cùng vào ngày 30 tháng 9 năm 1955. Vào ngày 4 tháng 4 năm 1956, F8U-1 cất cánh lần đầu bằng máy phóng trên chiếc tàu sân bay USS Forrestal.

### Crusader III
Song song với kiểu F8U-1 và -2, nhóm thiết kế cũng làm việc trên một chiếc máy bay lớn hơn với tính năng cao hơn, đặt tên nội bộ là V-401. Mặc dù F8U-3 Crusader III có bề ngoài tương tự Crusader và chia sẻ những yếu tố thiết kế như cánh có góc tới thay đổi, chiếc tiêm kích mới lớn hơn đáng kể chia sẻ rất ít thành phần chung.

## Lịch sử hoạt động

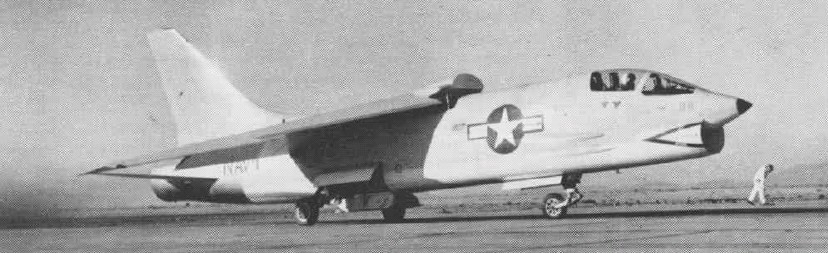
F8U-1 Crusader số hiệu 141435 do Trung tá "Duke" Windsor lái cất cánh từ căn cứ China Lake trong ý định lặp kỷ lục bay mới, 21 tháng 8 năm 1956.

Nguyên mẫu XF8U-1 được Phi đội Thử nghiệm VX-3 bắt đầu đánh giá từ cuối năm 1956, chỉ với ít sự cố ghi nhận. Vũ khí được phát triển tại căn cứ không lực Hải quân China Lake và tại đây một chiếc F8U-1 đã lập kỷ lục bay mới vào tháng 8 năm 1956. Trung tá "Duke" Windsor lập và tự phá một kỷ lục về tốc độ bay ngang là 1.015,428 dặm mỗi giờ vào ngày 21 tháng 8 năm 1956, phá kỷ lục cũ 822 dặm mỗi giờ của F-100 Super Sabre thuộc Không lực Hoa Kỳ. Lưu trữ ngày 9 tháng 2 năm 2007 tại Wayback Machine
Một chiếc F8U-1 thời kỳ đầu được cải tiến thành máy bay trinh sát hình ảnh, trở thành chiếc F8U-1P đầu tiên, sau này là RF-8A được trang bị máy ảnh thay cho pháo và tên lửa.

### Những đơn vị trên hạm đội đầu tiên
Phi đội đầu tiên của hạm đội bay Crusader là VF-32 tại căn cứ không lực Hải quân Cecil Field, Florida, vào năm 1957, bố trí đến Địa Trung Hải cuối năm đó trên chiếc tàu sân bay USS Saratoga (CV-60)'. VF-32 được đặt tên lại là "Swordsmen" (Kiếm sĩ) cho hạp với tên Crusader (Thập Tự Quân). Hạm Đội Thái Bình Dương nhận được những chiếc Crusader đầu tiên tại căn cứ không lực Hải quân Moffett Field ở Bắc California và phi đội VF-154 "Grandslammers" (sau đổi tên là "Black Knights") bắt đầu hoạt động những chiếc F-8 của họ. Trễ hơn trong năm 1957 tại San Diego, Phi đội VMF-122 nhận được những chiếc Crusader đầu tiên cho Thủy quân Lục chiến.
Vào năm 1962 Bộ Quốc phòng chuẩn hóa việc đặt tên hiệu các máy bay quân sự theo trình tự của Không quân. Do đó, F8U trở thành F-8, và phiên bản F8U-1 gọi là F-8A.

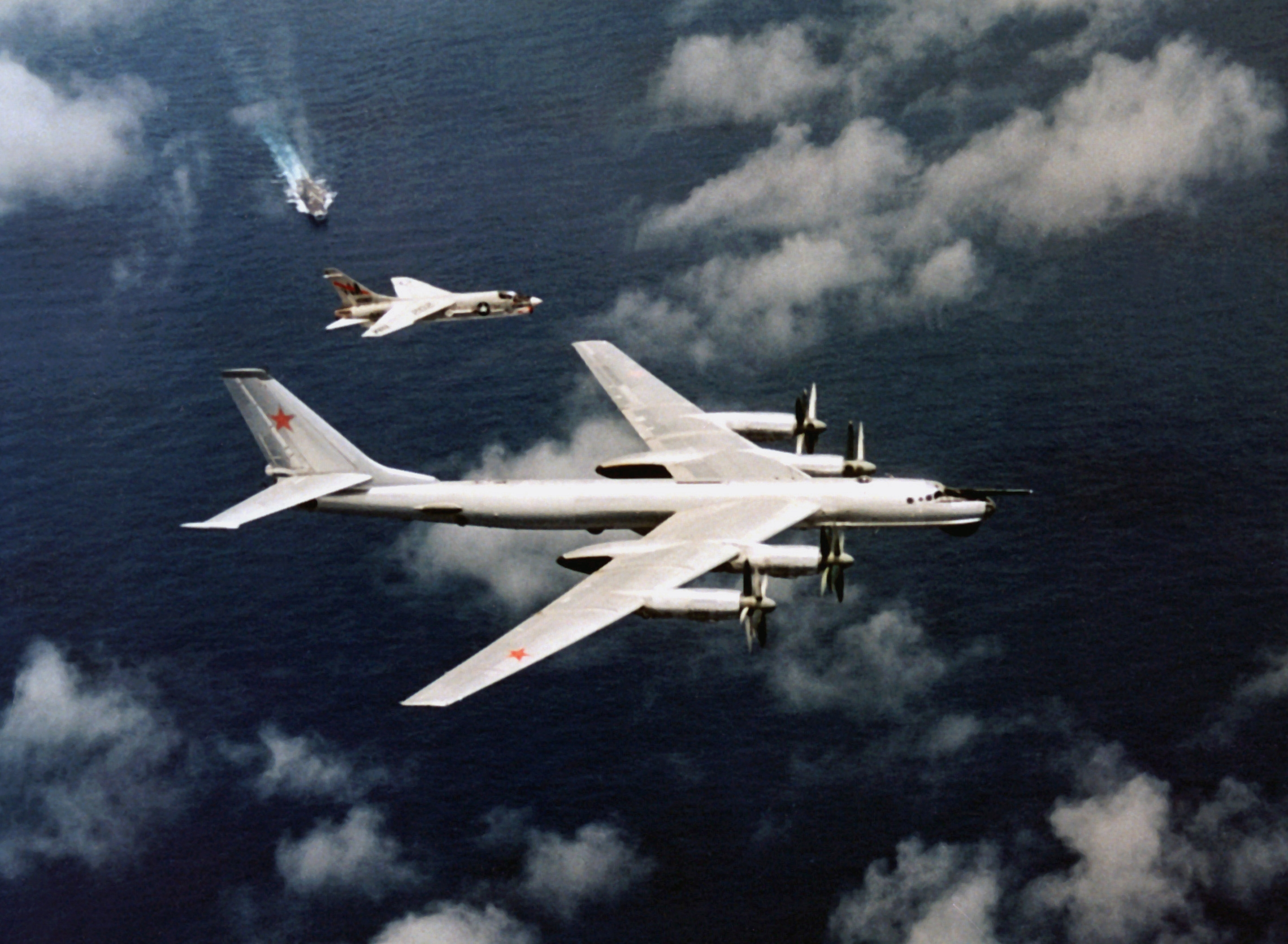
Chiếc F-8 của tàu sân bay USS Oriskany (CV-34) đang ngăn chặn một chiếc Tupolev Tu-95 Liên Xô.

### Phục vụ hạm đội
Crusader trở nên máy bay tiêm kích ban ngày cơ bản, hoạt động trên các tàu sân bay. Thời ấy, các phi đoàn trên tàu sân bay trải qua một loạt các kiểu máy bay ngày và đêm khác nhau, vì sự tiến bộ nhanh chóng của động cơ và thiết bị bay. Một số phi đội sử dụng kiểu máy bay trong thời gian rất ngắn trước khi được trang bị kiểu máy bay mới tính năng tốt hơn. Crusader là chiếc máy bay đầu tiên sau chiến tranh Triều Tiên có thời gian sử dụng với hạm đội tương đối dài giống như chiếc F-105, một thiết kế hiện đại, và có lẽ đã được phục vụ lâu hơn nữa nếu cuộc chiến tại Việt Nam không làm tiêu hao do chiến đấu và thiệt hại trong sử dụng.
Phiên bản Crusader trinh sát không vũ trang hoạt động trên tàu sân bay dưới hình thức một chi đội (detachment) biệt phái từ các Phi đội VFP-62 hay VFP-63 để cung cấp khả năng trinh sát hình ảnh. Trong Sự kiện Tên lửa Cuba năm 1962, RF-8 đã bay những phi vụ trinh sát hình ảnh tầm thấp cực kỳ nguy hiểm trên không phận Cuba.

### Tai nạn

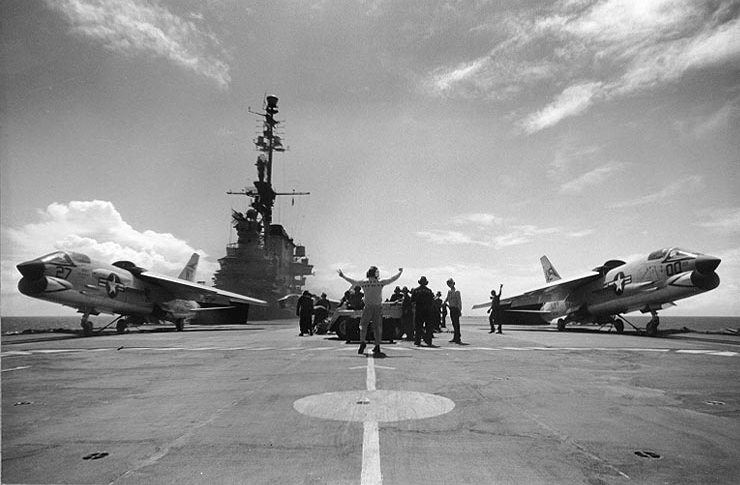
Hai chiếc Crusader chuẩn bị được phóng từ tàu sân bay USS Midway; cánh của chúng có góc tới thay đổi được đang ở vị trí "nâng".

Crusader không phải là máy bay dễ điều khiển, và hay xảy ra tai nạn khi hạ cánh trên tàu sân bay khi nó bị mất thăng bằng và hư hại bánh đáp trước. Không ngạc nhiên chút nào khi tần suất tai nạn tương đối cao so sánh với những máy bay thời đó như A-4 Skyhawk và F-4 Phantom II. Dù sao, máy bay cũng có những khả năng đáng phục, được chứng minh khi nhiều lần những phi công không may được phóng lên bằng máy phóng trong khi cánh còn gập lại. Chiếc Crusader vẫn bay được trong tình trạng đó, cho dù phi công được yêu cầu giảm tải trọng bằng cách bỏ rơi vũ khí và nhiên liệu rồi quay lại tàu.

### Phục vụ tại Việt Nam
Khi xung đột xảy ra trên bầu trời miền Bắc Việt Nam, chính là những chiếc Crusader của Hải quân đầu tiên đối đầu với MiG Không quân Nhân dân Việt Nam vào tháng 8 năm 1965. Mặc dù MiG được cho là đã bắn rơi 1 chiếc Crusader, tất cả các máy bay đều trở về an toàn. Vào lúc đó, Crusader là máy bay không chiến tốt nhất mà Hoa Kỳ có để chống lại những chiếc MiG nhanh nhẹn của Bắc Việt Nam. Hải quân đã nâng cấp vai trò "tiêm kích đêm" của nó trong phi đoàn thành vai trò tiêm kích ngăn chặn trong mọi thời tiết. Chiếc F-4 Phantom II, được trang bị để chống máy bay ném bom từ tầm xa bằng tên lửa như AIM-7 Sparrow là vũ khí đối không duy nhất, và không đặt nặng độ cơ động trong thiết kế. Các nhà chuyên môn tin rằng thời đại của cận chiến đã kết thúc vì tên lửa đối không sẽ bắn hạ đối thủ trước khi nó đến gần đủ để cận chiến. Khi không chiến xảy ra trên bầu trời Bắc Việt Nam từ năm 1965 đến 1968, rõ ràng là cận chiến chưa kết thúc và F-8 Crusader với đội bay được huấn luyện kỹ để không chiến là yếu tố để thành công.
Cho dù là "máy bay tiêm kích bắn pháo" cuối cùng, F-8 chỉ giành được 4 thắng lợi với pháo — còn lại là do tên lửa AIM-9 Sidewinder, một phần là do xu hướng dễ bị kẹt của cơ cấu nạp đạn trên khẩu pháo Colt Mark 12 dưới tác động của lực G khi cơ động cận chiến tốc độ cao. Dù sao, Crusader được Hoa Kỳ ghi nhận có tỉ lệ thắng:thua cao nhất trong mọi máy bay Mỹ trong Chiến tranh Việt Nam, 19:3. Trong số 19 máy bay bị hạ, có 16 chiếc MiG-17 và 3 chiếc MiG-21. Tuy nhiên các phi công Việt Nam lại tuyên bố đã bắn rơi 11 chiếc F-8. 

Các máy bay trinh sát RF-8 Photo Crusader thuộc phi đội VFP-206 vào cuối năm 1986 là những Crusader cuối cùng phục vụ trong Hải quân Mỹ

Crusader của Hải quân không có nhiều và chỉ cất cánh từ những tàu sân bay nhỏ hạng Essex. Crusader của Thủy quân Lục chiến chỉ bay trong Miền Nam, đồng thời họ cũng bay những phi vụ hỗ trợ tấn công mặt đất.

### Những phục vụ cuối cùng trong Hải quân
Phiên bản Crusader chiến đấu cuối cùng phục vụ trong Hải quân được nghỉ hưu khỏi phi đội VF-191 và VF-194 trên tàu sân bay USS Oriskany (CV-34) vào năm 1976 sau gần hai thập kỷ phục vụ là một kỷ lục của Hải quân. Phiên bản trinh sát hình ảnh RF-8G tiếp tục phục vụ thêm 11 năm nữa tại phi đội VFP-63 cho đến năm 1982, và lực lượng Hải quân Dự bị sử dụng RF-8 trong các phi đội VFP-206 và VFP-306 choh đến khi giải tán VFP-306 (1984) và VFP-206 ngày 29 tháng 3-1987, khi những chiếc Crusader hoạt động cuối cùng được chuyển cho Bảo tàng Quốc gia Hàng không và Không gian Lưu trữ ngày 24 tháng 12 năm 2008 tại Wayback Machine.

### NASA
Nhiều chiếc F-8 cải tiến được NASA sử dụng vào đầu những năm 70, thử nghiệm tính khả thi của kỹ thuật điều khiển bằng dây dẫn kỹ thuật số (digital fly-by-wire) và cánh siêu-tới hạn.

### Hải quân Pháp

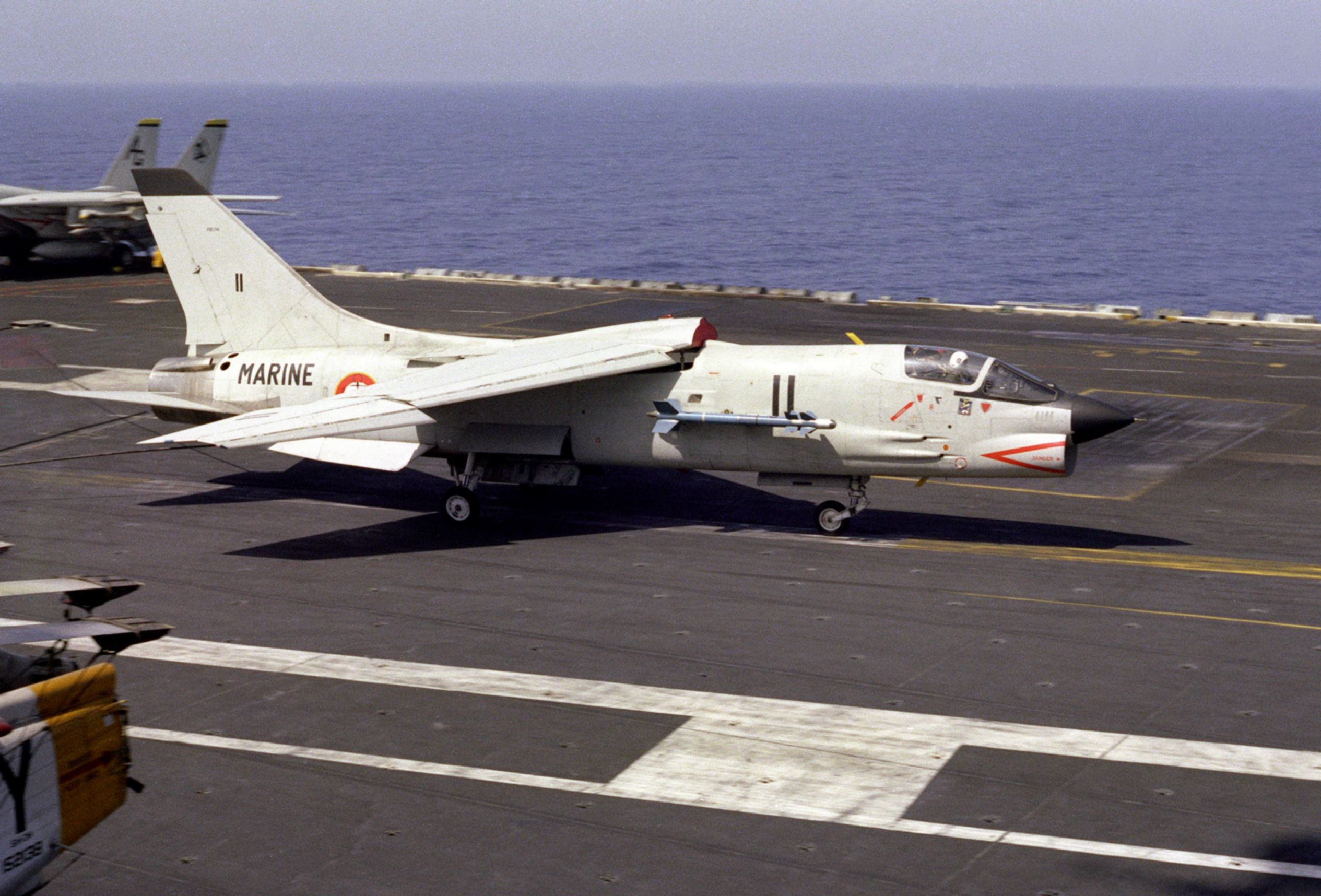
F-8E(FN) của Hải quân Pháp trên một tàu sân bay Mỹ.

F-8E(FN) là kiểu Crusader cuối cùng được sản xuất và 42 chiếc được Hải quân Pháp (Aéronavale) đặt hàng để sử dụng trên những chiếc tàu sân bay mới Clemenceau (R 98) và Foch (R 99). Chiếc Phantom II trở nên quá to cho những chiếc tàu sân bay nhỏ của Pháp, nên Crusader đã được chọn. Một chiến dịch đánh giá được thực hiện trên chiếc Clemenceau vào ngày 16 tháng 3 năm 1962 bởi 2 chiếc F-8 của phi đội VF-32 từ tàu sân bay Mỹ USS Saratoga.
Crusader Pháp trang bị vũ khí tương tự như F-8E Hải quân Mỹ, nhưng hệ thống cánh nhỏ được cải tiến và có thể mang 2 tên lửa Pháp Matra R.530 hay SRM hoặc 4 tên lửa tầm nhiệt Matra R550 Magic thay chỗ Sidewinder. Phi đội 12.F được tái hoạt động ngày 15 tháng 10 năm 1964 với 12 chiếc, và ngày 1 tháng 3 năm 1965 phi đội 14.F được nhận máy bay thể thay thế những chiếc Corsair cũ.
Trong tháng 10 năm 1974 (trên chiếc Clemenceau) và tháng 6-1977 (trên chiếc Foch), máy bay của phi đội 14.F tham gia những phi vụ Saphir tại Djibouti. Ngày 7 tháng 5 năm 1977, trong phi vụ huấn luyện, hai chiếc Crusader bay độc lập trong tuần tra chống lại những chiếc F-100 Super Sabre thuộc Không quân Pháp thuộc phi đội "4/11 Jura" đặt căn cứ tại Djibouti. Chỉ huy đội bay phát hiện 2 máy bay tiêm kích và tiếp cận không chiến (như bài tập huấn luyện), nhưng nhanh chóng gọi đồng đội đến hỗ trợ vì đã tiếp cận 2 chiếc Mig-21 Fishbed của Yemen. Hai máy bay tiêm kích Pháp đã bật cần gạt vũ khí chính lên vị trí "mở", nhưng cuối cùng mọi người quay về căn cứ. Đây là lần duy nhất Crusader Pháp tham gia đối đầu trong chiến đấu.
Crusader của Hải quân Pháp đã bay những phi vụ chiến đấu tại Liban năm 1983 hộ tống những chiếc máy bay cường kích Super Etendard. Tháng 10 năm 1984, Pháp gửi tàu sân bay Foch với phi đội 12.F đến ngoài khơi bờ biển Libya trong chiến dịch Mirmillon, trong một mâu thuẫn với Đại tá Ghaddafi. Tình hình căng thẳng leo thang tại vùng vịnh Ba Tư, do chiến tranh Iran-Iraq, dẫn đến việc bố trí lực lượng đặc nhiệm quanh chiếc Clemenceau cùng phi đội 12.F. Năm 1993 bắt đầu những phi vụ tại các nước thuộc Nam Tư cũ, Crusader bay từ cả hai tàu sân bay đang tuần tra trong biển Adriatic, những phi vụ này kết thúc vào tháng 6-1999 bằng chiến dịch Trident trên Kosovo.

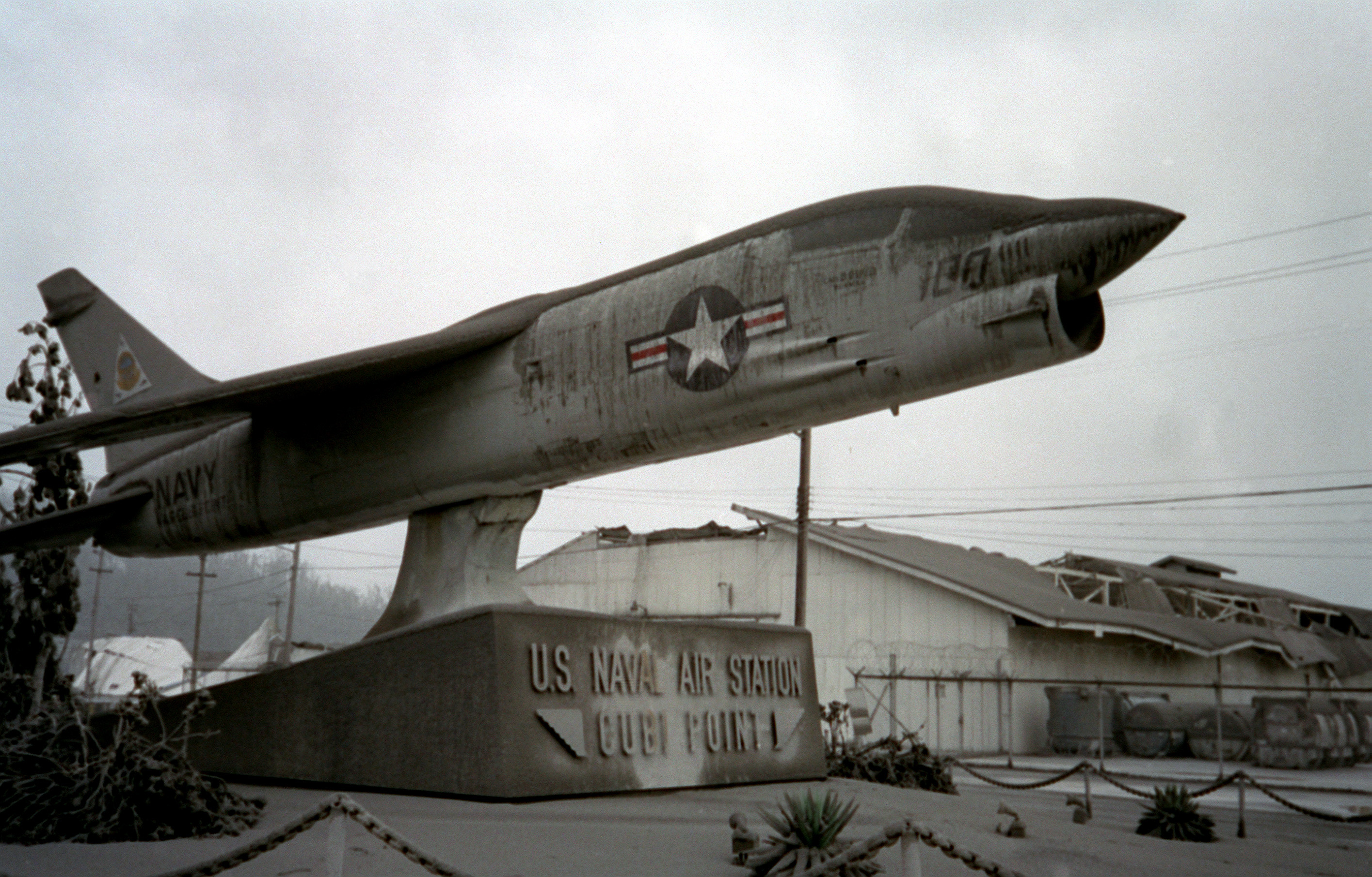
Mô hình chiếc F-8 của Philippines sau sự kiện núi lửa Pinatubo phun trào

Những chiếc Crusader được làm mới (nhưng không hiện đại hóa) bắt đầu từ năm 1991, 17 chiếc còn lại được kéo dài thời hạn sử dụng bao gồm năng cấp hệ thống điện tử, trong đó có hệ thống cảnh báo laser và được đặt tên lại là F-8P, P thay cho "Prolonge" (kéo dài) và không nên nhầm với F-8P của Philippines). Mặc dù Hải quân Pháp tham gia những chiến dịch năm 1991 trong Chiến tranh Vùng Vịnh và tại Kosovo năm 1999, những chiếc Crusader được giữ ở tuyến sau và sau đó được thay thế bằng Rafale M vào năm 2000, là những phục vụ quân sự cuối cùng của nó.

### Không quân Philippines
Cuối năm 1977, chính phủ Philippines mua 35 chiếc F-8H cũ của Hải quân Mỹ trước đây đang chứa tại căn cứ không quân Davis-Monthan, Arizona. 25 chiếc được Vought tân trang và 10 chiếc còn lại được dùng làm phụ tùng thay thế dự trữ. Phía Mỹ huấn luyện phi công Philippines trên chiếc TF-8A như là một phần của thỏa thuận này. Những chiếc F-8 ngừng bay năm 1988 và cuối cùng ngừng phục vụ vào năm 1991 sau khi chúng bị tổn hại nghiêm trọng do vụ núi lửa Pinatubo phun trào, và từ đó được chào bán dưới dạng phế thải.

## Các phiên bản
- XF8U-1 (XF-8A) - hai chiếc nguyên mẫu không trang bị vũ khí.
- F8U-1 (F-8A) - phiên bản sản xuất đầu tiên, 30 chiếc đầu tiên gắn động cơ J57-P-12, sau đó thay bằng động cơ J57-P-4A mạnh hơn, có 318 chiếc được chế tạo.
- YF8U-1 (YF-8A) - một chiếc F8U-1 sử dụng để thử nghiệm phát triển.
- YF8U-1E (YF-8B) - một chiếc F8U-1 cải tiến thành kiểu nguyên mẫu của F8U-1E.
- F8U-1E (F-8B) - bổ sung tính năng hoạt động trong mọi thời tiết một cách giới hạn nhờ radar AN/APS-67, ngăn rocket được gắn kín vì không bao giờ dùng đến, bay lần đầu ngày 3 tháng 9 năm 1958, 130 chiếc được chế tạo.
- YF8U-2 (YF-8C) - hai chiếc F8U-1 dùng thử nghiệm động cơ J57-P-16.
- F8U-2 (F-8C) - trang bị động cơ J57-P-16 lực đẩy có đốt sau 16.900 lbf (75 kN), thêm vây bụng dưới thân để khắc phục sự mất ổn định trệch hướng, đế hình Y cho phép gắn hai tên lửa Sidewinder mỗi bên thân, bay lần đầu ngày 20 tháng 8 năm 1957, 187 chiếc được chế tạo. Phiên bản này đôi khi được gọi tên là Crusader II.[6]
- F8U-2N (F-8D) - phiên bản hoạt động trong mọi thời tiết, gói rocket không điều khiển được thay bằng thùng nhiên liệu bổ sung, trang bị động cơ J57-P-20 lực đẩy có đốt sau 18.000 lbf (80 kN), hệ thống hạ cánh tự động duy trì tốc độ khi tiếp cận, bay lần đầu ngày 16 tháng 2 năm 1960, 152 chiếc được chế tạo.
- YF8U-2N (YF-8D) - một chiếc được sử dụng để phát triển kiểu F8U-2N.
- YF8U-NE - một chiếc F8U-1 cải tiến thành kiểu nguyên mẫu của F8U-2NE.
- F8U-2NE (F-8E) - trang bị động cơ J57-P-20A, radar AN/APQ-94 trong một chóp mũi lớn, một gù lưng giữa hai cánh chứa thiết bị điện tử dành cho tên lửa AGM-12 Bullpup, tải trọng tăng lên đến 2.270 kg (5.000 lb), ghế phóng kiểu Martin-Baker, bay lần đầu ngày 30 tháng 6 năm 1961, 286 chiếc được chế tạo.
- F-8E(FN) - phiên bản tiêm kích chiếm ưu thế trên không dành cho Không lực Hải quân Pháp (Aéronavale), tăng cường đáng kể lực nâng của cánh nhờ tăng diện tích và độ lệch cánh lái, cánh ổn định được mở rộng, 42 chiếc được chế tạo.
- F-8H - phiên bản nâng cấp F-8D với khung máy bay và càng đáp chắc hơn, 89 chiếc được tái chế.
- F-8J - phiên bản nâng cấp F-8E, tương tự F-8D nhưng với các cải tiến cánh giống như F-8E(FN), các đế "ướt" mang các thùng nhiên liệu phụ bên ngoài, gắn động cơ J57-P-20A, 136 chiếc được tái chế.
- F-8K – phiên bản nâng cấp F-8C mang được tên lửa Bullpup và gắn động cơ J57-P-20A, 87 chiếc được tái chế.
- F-8L - phiên bản nâng cấp F-8B những đế gắn dưới cánh, 61 chiếc được tái chế.
- F-8P – 17 chiếc F-8E(FN) của Aéronavale trải qua đại tu toàn bộ vào cuối những năm 1980 để kéo dài thời gian phục vụ thêm 10 năm. Cuối cùng chúng được nghỉ hưu năm 1999.[7]
- F8U-1D (DF-8A) - một số chiếc F-8A được cải tiến thành máy bay kiểm soát để thử nghiệm tên lửa hành trình SSM-N-8 Regulus. DF-8A cũng được cải tiến để sử dụng như là mục tiêu giả (F-9 Cougar) và được phi đội VC-8 sử dụng tại căn cứ Không lực Hải quân Roosevelt Rds, Puerto Rico.
- DF-8F - một chiếc F-8A nghỉ hưu được cải tiến cho nhiệm vụ kéo mục tiêu giả.
- F8U-1KU (QF-8A) - một chiếc F-8A nghỉ hưu được cải tiến thành mục tiêu giả lập điều khiển từ xa.
- YF8U-1P (YRF-8A) - những chiếc nguyên mẫu được sử dụng trong việc phát triển phiên bản trinh sát hình ảnh F8U-1P.
- F8U-1P (RF-8A) - phiên bản trinh sát hình ảnh không vũ trang của kiểu F8U-1E, 144 chiếc được chế tạo.
- RF-8G - những chiếc RF-8A được hiện đại hóa
- XF8U-1T - một chiếc XF8U-2NE dùng cho việc đánh giá phiên bản huấn luyện hai chỗ ngồi.
- F8U-1T (TF-8A) - phiên bản huấn luyện hai chỗ ngồi dựa trên F8U-2NE, khung máy bay được kéo dài thêm 0,61 m (2 ft), vũ khí trang bị bên trong được rút gọn còn hai khẩu pháo, gắn động cơ J57-P-20, bay lần đầu tiên ngày 6 tháng 2 năm 1962. Không quân Hoàng gia Anh khởi đầu đã quan tâm đến một phiên bản của TF-8A gắn động cơ Rolls-Royce Spey, nhưng sau đó đã chọn Phantom II thay thế. Chỉ có một chiếc TF-8A được chế tạo, cho dù có nhiều chiếc F-8A nghỉ hưu được chuyển đổi sang kiểu máy bay huấn luyện hai chỗ ngồi tương tự.
- F8U-3 Crusader III - thiết kế mới dựa trên một phần nhỏ từ những phiên bản của F-8, được chế tạo để cạnh tranh với F-4 Phantom II, gắn động cơ J75-P-5A công suất có đốt sau 131 kN (29.500 lbf), bay lần đầu tiên ngày 2 tháng 6 năm 1958, đạt được tốc độ Mach 2,6 trong các cuộc bay thử nghiệm, bị hủy bỏ sau khi chế tạo được 5 chiếc vì Phantom II đã thắng gói thầu của Hải quân.

## Các nước sử dụng

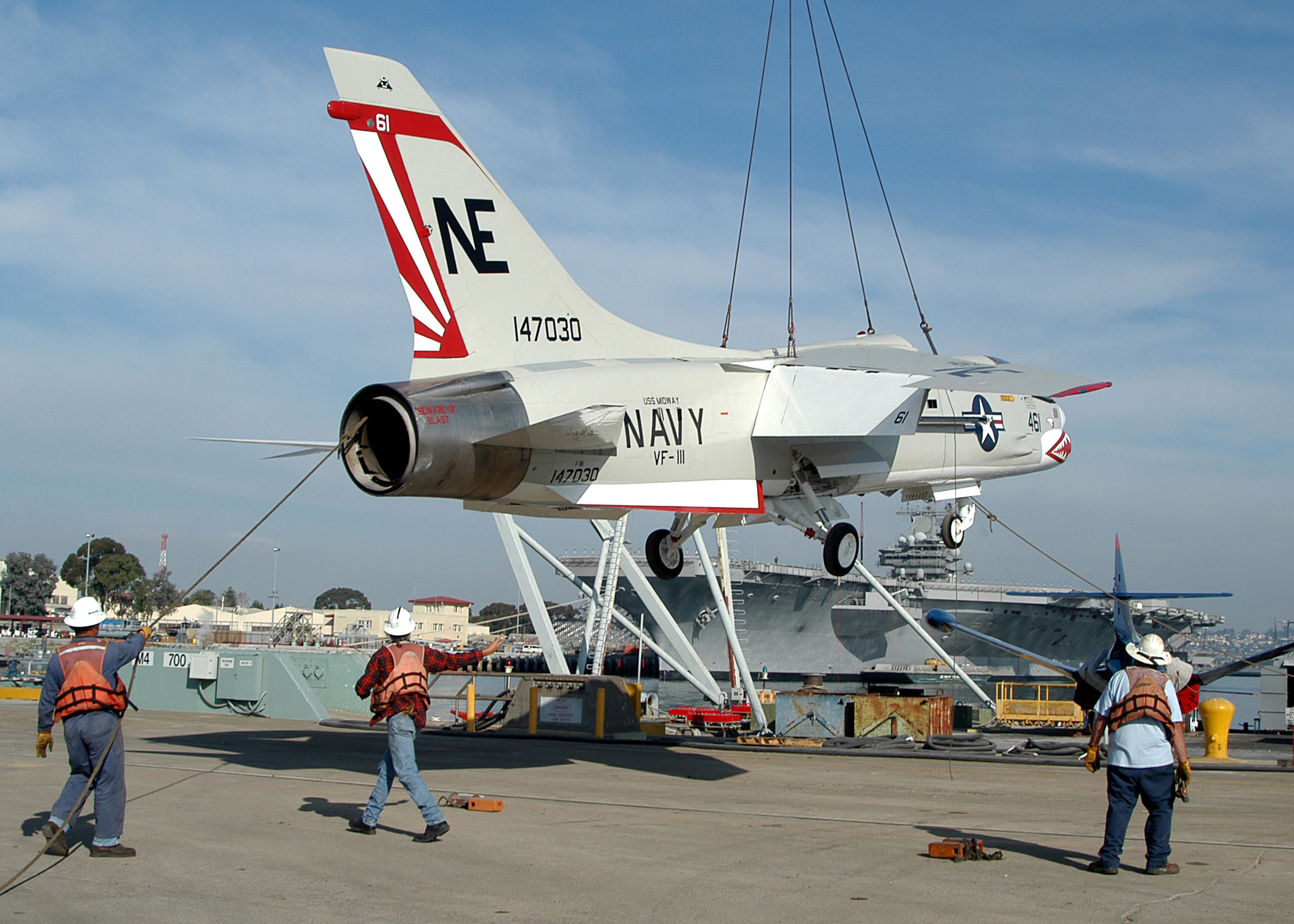
Chiếc F-8K mang ký hiệu Phi Đội VF-111 được chuyển đến Bảo tàng USS Midway tại San Diego, năm 2005

Pháp
- Không lực Hải quân Pháp

 Philippines
- Không quân Philippines

 Hoa Kỳ
- Hải quân Hoa Kỳ
- Thủy quân Lục chiến Hoa Kỳ
- NASA

## Đặc điểm kỹ thuật (F-8E)

Vought F-8E

Tham khảo: The Great Book of Fighters và Quest for Performance

### Đặc điểm chung
- Đội bay: 1 người
- Chiều dài: 16,53 m (54 ft 3 in)
- Sải cánh: 10,87 m (35 ft 8 in)
- Chiều cao: 4,80 m (15 ft 9 in)
- Diện tích bề mặt cánh: 34,8 m² (375 ft²)
- Kiểu cánh: NACA 65A006 mod root, NACA 65A005 mod tip
- Diện tích cản: 0,46 m² (5,0 ft²)
- Hệ số nâng/lực cản: 0,0133
- Tỉ lệ dài/rộng cánh: 3,42
- Trọng lượng không tải: 7.956 kg (17.541 lb)
- Trọng lượng có tải: 13.000 kg (29.000 lb)
- Tải trọng vũ khí: 2.300 kg (5.000 lb)
- Động cơ: 1 × Động cơ Pratt & Whitney J57-P-20A turbo phản lực có tăng áp, lực đẩy: 47,6 kN (10.700 lbf), lực đẩy có tăng áp: 80,1 kN (18.000 lbf)
- Nhiên liệu chứa: 5.102 L (1.325 US gal)

### Đặc tính bay
- Tốc độ lớn nhất: 1,86 Mach (1.975 km/h; 1.225 mph) ở độ cao 11.000 m (36.000 ft)
- Tốc độ đường trường: 915 km/h (495 knot; 570 mph)
- Tầm bay tối đa: 2.795 km (1.735 mi) với thùng dầu phụ
- Bán kính chiến đấu: 730 km (450 mi)
- Trần bay: 17.700 m (58.000 ft)
- Tốc độ lên cao: 162,3 m/s (31.950 ft/min)
- Áp lực cánh: 377,6 kg/m² (77,3 lb/ft²)
- Tỉ lệ lực đẩy/khối lượng: 0,62
- Tỉ lệ lực nâng/lực cản: 12,8

### Vũ khí
- 4 × pháo 20 mm Colt Mk 12 gắn dưới thân — với 125 quả đạn mỗi khẩu.
- Tên lửa:
  - 4 × Tên lửa đối không AIM-9 Sidewinder
  - 2 x Tên lửa đối đất AGM-12 Bullpup
- Rocket: 8 × Rocket Zuni gắn trên 4 đế cánh
- Bom:
  - 12 × bom 110 kg (250 lb) hoặc
  - 4 × bom 450 kg (1.000 lb) hoặc
  - 2 × bom 900 kg (2.000 lb)

### Máy bay liên quan
- A-7 Corsair II
- F8U-3 Crusader III

### Máy bay tương tự
- F-100 Super Sabre

### Trình tự thiết kế
- Trình tự Hải quân (trước năm 1962): F4U - XF5U - F6U - F7U - F8U
- Trình tự Thống nhất các binh chủng (sau năm 1962): F-5 - F-6 - F-7 - F-8 - F-9 - F-10 - F-11

### Danh sách liên quan
- Danh sách máy bay chiến đấu
- Danh sách máy bay quân sự Hoa Kỳ